# Jacinto Vera (Bischof)

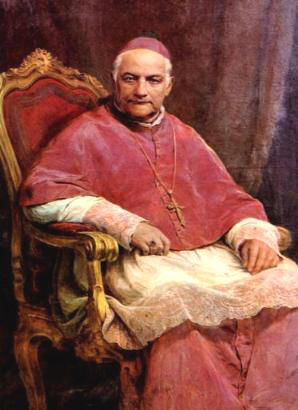
Jacinto Vera

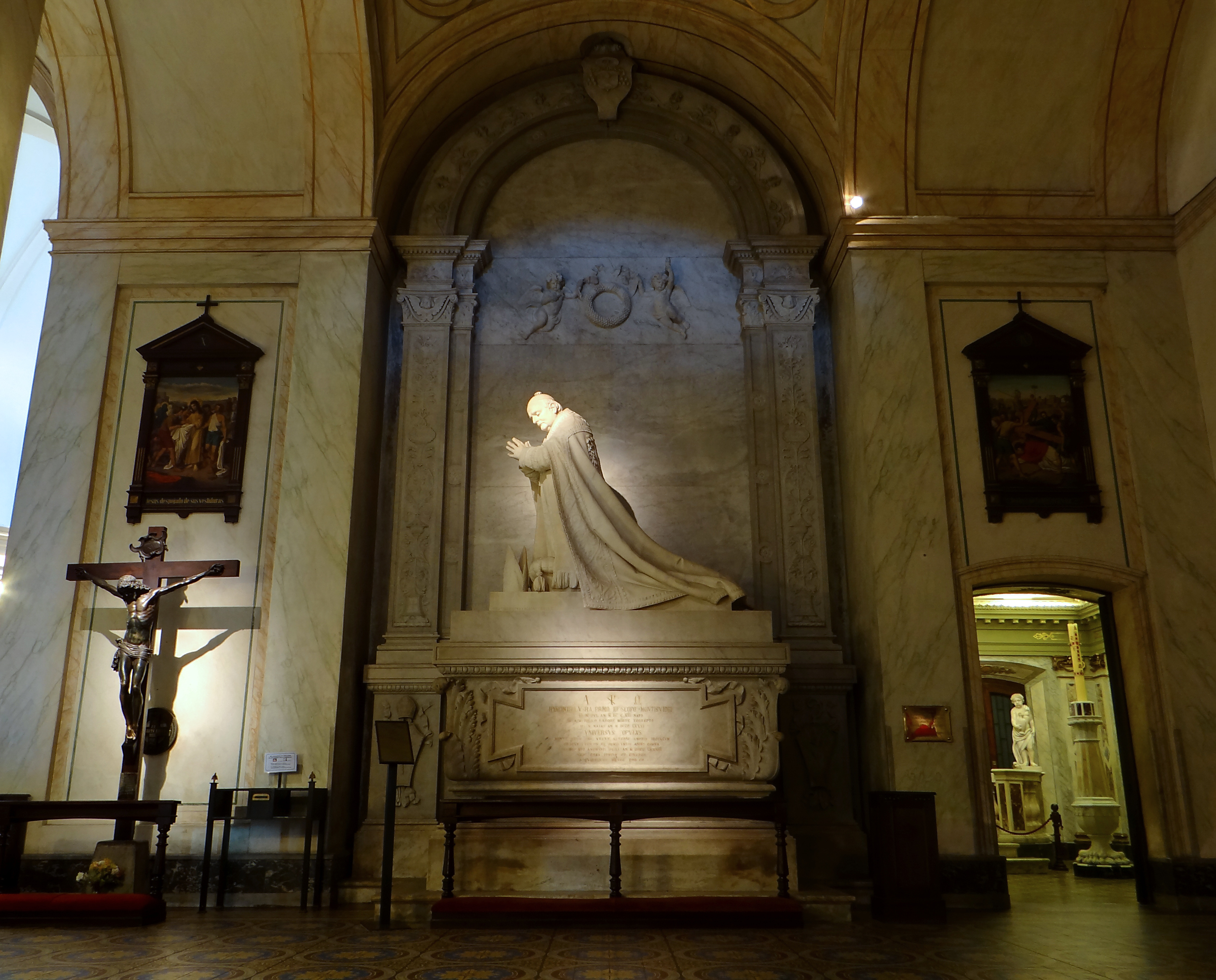
Grab in der Kathedrale von Montevideo

Jacinto Vera Durán (* 3. Juni 1813 auf dem Weg nach Florianópolis, Santa Catarina, Brasilien; † 6. Mai 1881 in Pan de Azúcar, Uruguay) war ein brasilianischer Geistlicher und römisch-katholischer Bischof von Montevideo. Er wird in der römisch-katholischen Kirche als Seliger verehrt.

## Leben
Jacinto Vera wurde auf einem Schiff während der Überfahrt von den Kanarischen Inseln nach Lateinamerika auf dem Atlantik geboren. Nachdem er mit seiner Familie in der Landwirtschaft gearbeitet hatte, entschloss er sich mit 19 Jahren, Priester zu werden. Mangels Studienmöglichkeiten in Uruguay ging er nach Buenos Aires, wo er am 5. Juni 1841 das Sakrament der Priesterweihe empfing und am folgenden Tag seine Primiz feierte. In den folgenden 17 Jahren war er in der Pfarrseelsorge tätig.
Papst Pius IX. ernannte ihn am 4. Oktober 1859 zum Apostolischen Vikar von Montevideo. Am 22. September 1864 ernannte er ihn zum Titularbischof von Megara. Die Bischofsweihe spendete ihm der Bischof von Buenos Aires, Mariano José de Escalada Bustillo y Zeballos, am 16. Juli des folgenden Jahres in der Kathedrale von Montevideo.
Jacinto Vera nahm als Konzilsvater am Ersten Vatikanischen Konzil teil.
Papst Leo XIII. erhob das Apostolische Vikariat Montevideo am 13. Juli 1878 in den Rang eines Bistums. Zwei Tage später ernannte er Jacinto Vera zu dessen erstem Diözesanbischof.
Sein Grab befindet sich in der Kathedrale von Montevideo. Der Stadtteil Jacinto Vera in Montevideo ist nach ihm benannt.

## Seligsprechung
Im für ihn eingeleiteten Seligsprechungsprozess erkannte ihm Papst Franziskus am 5. Mai 2015 den heroischen Tugendgrad zu. Am 17. Dezember 2022 erkannte Papst Franziskus ein seiner Fürsprache zugerechnetes Wunder als letzte Voraussetzung für die Seligsprechung an. Die Erhebung der Reliquien fand am 24. Februar des folgenden Jahres statt; die Seligsprechung nahm der Erzbischof von Brasília, Paulo Cezar Kardinal Costa, am 6. Mai 2023 im Auftrag des Papstes im Estadio Centenario vor.